# 토르비에른 브룬틀란
토르비에른 브룬틀란(노르웨이어: Torbjørn Brundtland, 1975년 5월 10일 ~ )은 노르웨이 트롬쇠 출신의 프로듀서이자 일렉트로니카 밴드 로익솝의 일원이다.
크라프트베르크 앨범을 듣고 일렉트로니카 음악에 흥미를 느낀 그는 로익솝의 일원인 스베인 베르게와 함께 10대 초반 시절부터 음악적 행보를 이어갔다. 1994년부터 Aedena Cycle의 일원이었으며, 노르웨이의 혼성 밴드 Bel Canto의 프로듀스와 피아노 세션을 맡기도 하였다. 그 외 노르웨이 여성 가수 Anneli Drecker의 솔로 앨범과 Annie의 데뷔 앨범에 프로듀서로 참여했다.

## 활동 목록
- 1994년 ~ 1995년: 일렉트로니카 밴드 Aedena Cycle의 멤버
- 1995년: 혼성 밴드 Bel Canto의 앨범 프로듀스
- 1996년 ~ 1997년: 일렉트로니카 밴드 Alanïa의 멤버
- 1997년: 일렉트로니카 밴드 Those Norwegians의 멤버
- 1997년: 일렉트로니카 밴드 Drum Island의 멤버
- 1998년 ~ 1999년: Bel Canto의 앨범과 Anneli Drecker의 솔로 앨범 프로듀스
- 1999년: Tellé 레이블에서 로익솝의 7인치 데뷔 싱글 발매
- 2000년: Wall Of Sound (월 오브 사운드) 레이블과 계약
- 2001년: 로익솝 데뷔 앨범 Melody A.M. 발매[2]